# Elecciones provinciales de Río Negro de 2019
Las elecciones generales de la provincia de Río Negro de 2019 se realizaron el domingo 7 de abril, con el objetivo de renovar los cargos de Gobernador y Vicegobernador, así como 46 legisladores provinciales, 22 por representación poblacional y 24 fueron elegidos por los 8 circuitos electorales en los que se dividía la provincia, cada uno de los cuales aportó 3 legisladores. Las elecciones de Diputados y Senadores Nacionales se realizaron en octubre de 2019, en conjunto con las elecciones presidenciales. En el caso de la provincia de Río Negro se renovaron 3 de sus 5 bancas en la Cámara Baja y las 3 bancas de la Cámara Alta.
La elección resultó controvertida y su campaña estuvo signada por la judicialización de la candidatura del goberandor incumbente, Alberto Weretilneck, de la fuerza provincial Juntos Somos Río Negro (JSRN), que pretendía buscar un tercer mandato. JSRN establecía la pretensión de que este sería solo el segundo mandato electo de Weretilneck, al haber asumido el 1 de enero de 2012 como consecuencia del asesinato de Carlos Ernesto Soria, de quien era vicegobernador y que solo había asumido tres semanas atrás. Finalmente, la Corte Suprema de Justicia de la Nación aceptó las impugnaciones, presentadas por las dos principales fuerzas opositoras provinciales, que a su vez eran las dos mayores fuerzas nacionales: el Frente para la Victoria (FpV) y la Alianza Cambiemos, y desestimó la candidatura de Weretilneck. Debido a eso, el gobernador fue reemplazado en su candidatura por su compañera de fórmula, la ministra provincial y ex legisladora Arabela Carreras, de escaso conocimiento ante el público.
El resultado, sin embargo, significó un amplio triunfo para Carreras, aún mayor que el de Weretilneck en las anteriores elecciones, logrando un 52.64% de los votos contra el 35.21% de Martín Soria, del Partido Justicialista (PJ) y candidato por el FpV. La candidata de Cambiemos, coalición oficialista nacional, Lorena Matzen, de la Unión Cívica Radical (UCR), sufrió una abrumadora derrota al ubicarse en un lejano tercer puesto con el 5.57%, resultado esencialmente provocado por la mala situación económica bajo el gobierno de Mauricio Macri, así como la captación de la mayor parte del voto no peronista por parte de JSRN. El plano legislativo vio a JSRN retener la mayoría parlamentaria con 28 de las 46 bancas contra 17 del FpV, que mantuvo intacta su representación con respecto a 2015, y 1 de la UCR, que perdió dos escaños.

## Reglas electorales

### Cargos a elegir
Las elecciones se realizaron bajo el texto constitucional sancionado el 3 de junio de 1988, siendo los octavos comicios provinciales que tenían lugar bajo dicha carta magna provincial. La misma establecía los siguientes cargos y procedimientos de elección:
- Gobernador y vicegobernador electos por mayoría simple.
- 46 legisladores, la totalidad de los miembros de la Legislatura Provincial:
  - 22 legisladores electos por toda la provincia por sistema d'Hondt con un piso electoral de 5%.
  - 24 legisladores electos en 8 circuitos electorales de 3 legisladores cada uno por sistema d'Hondt con un piso electoral de 5%.

### Renovación legislativa
| Alto Valle Centro Alto Valle Este Alto Valle Oeste Andino Atlántico Línea Sur Valle Inferior Valle Medio | Alto Valle Centro Alto Valle Este Alto Valle Oeste Andino Atlántico Línea Sur Valle Inferior Valle Medio | Alto Valle Centro Alto Valle Este Alto Valle Oeste Andino Atlántico Línea Sur Valle Inferior Valle Medio | Alto Valle Centro Alto Valle Este Alto Valle Oeste Andino Atlántico Línea Sur Valle Inferior Valle Medio |
| Circuito                                                                                                 | Legisladores circuitales                                                                                 | Legisladores poblacionales                                                                               | Total |
| --- | --- | --- | --- |
| Alto Valle Centro                                                                                        | 3 | 22 | 46 |
| Alto Valle Este                                                                                          | 3 | 22 | 46 |
| Alto Valle Oeste                                                                                         | 3 | 22 | 46 |
| Andino                                                                                                   | 3 | 22 | 46 |
| Atlántico                                                                                                | 3 | 22 | 46 |
| Línea Sur                                                                                                | 3 | 22 | 46 |
| Valle Inferior                                                                                           | 3 | 22 | 46 |
| Valle Medio                                                                                              | 3 | 22 | 46 |
| Total | 24 | 22 | 46 |

## Candidatos a gobernador

### Juntos Somos Río Negro
La alianza es el resultado de la unión entre Movimiento Patagónico Popular, Renovación y Desarrollo Social (REDES), Partido Victoria Popular, Juntos Somos Río Negro y Unidos por Río Negro.
La fórmula original con la que competirían por la gobernación estaba encabezada por el actual mandatario Alberto Weretilneck para gobernador y Arabela Carreras para vicegobernadora. La candidatura de Weretilneck fue impugnada por los dos frentes opositores más importantes, Cambiemos y el Frente para la Victoria, dado que manifestaban que su candidatura era una violación de la Constitucional provincial, que en su artículo 175 sostiene lo siguiente: 

Artículo 175.- El gobernador y el vicegobernador pueden ser reelectos o sucederse recíprocamente por un nuevo período y por una sola vez. Si han sido reelectos o se han sucedido recíprocamente, no pueden ser elegidos para ninguno de ambos cargos sino con un período de intervalo.

Weretilneck fue elegido como vicegobernador en 2011 y por acefalía, tras ser asesinado el gobernador Carlos Soria el 1 de enero de 2012, debió ocupar el cargo de gobernador. Luego, en 2015 fue elegido para ejercer el cargo de gobernador hasta 2019. Desde Juntos Somos Río Negro sostenían que en su primer mandato (2012-2015) no fue elegido para ocupar el cargo de gobernador y por ello manifestaban que en caso de ser electo ésta sería la primera reelección al cargo de gobernador.
En primera instancia el Tribunal Electoral de Río Negro admitió las dos impugnaciones presentadas, considerando que la fórmula gobernador-vicegobernador es indivisible y por lo tanto fue elegido en 2011 junto a Soria para ocupar parte del Poder Ejecutivo. Días después, tras la apelación por parte del oficialismo, el Superior Tribunal de la Provincia de Río Negro le dio la razón a Weretilneck. Sin embargo, días más tarde, el 22 de marzo de 2019, la Corte Suprema de Justicia de la Nación rechazó finalmente la candidatura de Weretilneck. Horas después se anunció que la fecha de las elecciones no se modificaría y que quien hasta entonces integraba la fórmula como candidata a vicegobernadora, Arabela Carreras, sería quien pasaría a encabezarla.
| |                                                         |
| Arabela Carreras | Alejandro Palmieri                                      |
| para gobernadora | para vicegobernador                                     |
| [[File:Acto Carga SAOCOM 1B (62).JPG\|425px\|alt={{{Alt\|{{{descripción}}}]]                                                                                        |                                                         |
| Ministra de Turismo, Cultura y Deportes (2017-2019) | Legislador provincial por Alto Valle Centro (2017-2019) |
| Partidos en la alianza: - Movimiento Patagónico Popular - Renovación y Desarrollo Social - Partido Victoria Popular - Juntos Somos Río Negro - Unidos por Río Negro |                                                         |

### Cambiemos Río Negro
En la provincia cambiemos está conformado por la Unión Cívica Radical (UCR), Propuesta Republicana (PRO) y la Coalición Cívica ARI. Integraron la fórmula a la gobernación la diputada nacional de la UCR, Lorena Matzen para gobernadora, y la empresaria del PRO Flavia Boschi como candidata a vicegobernadora.
|                                                                                               |                      |
|                                                                                               |                      |
| Lorena Matzen                                                                                 | Flavia Boschi        |
| para gobernadora                                                                              | para vicegobernadora |
| [[File:Lorena Matzen.png\|200px\|alt={{{Alt\|{{{descripción}}}]]                              |                      |
| Diputado nacional por la provincia de Río Negro (2017-presente)                               | empresaria           |
| Partidos en la alianza: - Unión Cívica Radical - Propuesta Republicana - Coalición Cívica ARI |                      |

### Frente para la Victoria
En la provincia el frente quedó integrado por: el Partido Justicialista, Frente Grande, Kolina y el Partido Socialista. Con adhesiones de: el Magdalena Odarda, Movimiento de Apertura Democrática, Nuevo Encuentro, Movimiento Nacional Alfonsinista, el Partido Comunista y el Partido Solidario.
Además, adhirieron una veintena de agrupaciones, entre ellas el Movimiento Evita, La Cámpora, Unidad Ciudadana, Acción Peronista, Los Irrompibles, Descamisados, Agrupación 17 de Noviembre, Kausa, Agrupación Fuerza Río Negro, La Favio, Agrupación La Morocha, Partido nacionalista Constitucional UNIR, Agrupación 9D, CPNP, Mujeres Justicialistas, Agrupación naranja, Agrupación 17 de Octubre y Agrupación Lealtad Peronista.
La fórmula que compitió en la elección estuvo conformada por el Intendente de General Roca, Martín Soria para gobernador y la senadora Magdalena Odarda vicegobernadora.
| | |
| | Partido Río |
| Martín Soria | Magdalena Odarda |
| para gobernador | para vicegobernadora |
| [[File:Martín Soria.png\|210px\|alt={{{Alt\|{{{descripción}}}]] | [[File:MagdalenaOdarda.jpg\|500px\|alt={{{Alt\|{{{descripción}}}]] |
| Intendente de General Roca (2011-2019) | Senadora de la Nación por la provincia de Río Negro (2013-2019) |
| Partidos en la alianza: \| - Partido Justicialista - Partido Socialista - Frente Grande - Partido Río - Nuevo Encuentro - Partido Solidario - Movimiento de Apertura Democrática - Concertación FORJA \| - Partido Comunista - Movimiento Nacional Alfonsinista - Partido Nacionalista Constitucional UNIR - Movimiento Evita - La Cámpora - Unidad Ciudadana - Acción Peronista - Los Irrompibles \| | |
| - Partido Justicialista - Partido Socialista - Frente Grande - Partido Río - Nuevo Encuentro - Partido Solidario - Movimiento de Apertura Democrática - Concertación FORJA | - Partido Comunista - Movimiento Nacional Alfonsinista - Partido Nacionalista Constitucional UNIR - Movimiento Evita - La Cámpora - Unidad Ciudadana - Acción Peronista - Los Irrompibles |

### Frente de Izquierda y de los Trabajadores
Alianza integrada por los partidos Izquierda por una Opción Socialista, Partido Obrero y La Izquierda de los Trabajadores. La fórmula fue Norma Dardik para gobernadora y Facundo Britos para vicegobernador.
| |                                                                   |
| Partido Obrero |                                                                   |
| Norma Dardik | Facundo Britos                                                    |
| para gobernadora                                                                                                  | para vicegobernador                                               |
| [[File:Norma Dardik 2.jpg\|200px\|alt={{{Alt\|{{{descripción}}}]]                                                 | [[File:Facundo Britos.jpg\|200px\|alt={{{Alt\|{{{descripción}}}]] |
| dirigente gremial                                                                                                 | militante                                                         |
| Partidos en la alianza: - La Izquierda de los Trabajadores - Partido Obrero - Izquierda por una Opción Socialista |                                                                   |

## Resultados

### Gobernador y Vicegobernador
|  | 52,63 % |

|  | 34,97 % |

|  | 5,66 % |

|  | 2,62 % |

|  | 1,79 % |

|  | 1,20 % |

|  | 1,13 % |

|  | 96,70 % |

|  | 1,28 % |

|  | 2,02 % |

|  | 73,79 % |

|  | 100 % |

### Legislatura
| Partido/Alianza       | Partido/Alianza                           | Legisladores poblacionales | Legisladores poblacionales | Legisladores poblacionales | Legisladores poblacionales | Legisladores circuitales | Legisladores circuitales | Legisladores circuitales | Bancas totales | +/-         |
| Partido/Alianza       | Partido/Alianza                           | Votos                      | %                          | Bancas                     | Electos | Votos                    | %                        | Bancas                   | Bancas totales | +/-         |
| --------------------- | ----------------------------------------- | -------------------------- | -------------------------- | -------------------------- | --- | ------------------------ | ------------------------ | ------------------------ | -------------- | ----------- |
|                       | Juntos Somos Río Negro                    | 199.389                    | 51,68                      | 13/22                      | Ver electos - José María Apud - Juan Elbi Cides - Claudia Elizabeth Contreras - Julia Elena Fernández - Carlos Alberto Johnston - Facundo Manuel López - Silvia Beatriz Morales - Lucas Romeo Pica - Daniel Horacio Sanguinetti - Nélida Norma Torres - Graciela Mirian Valdebenito - Graciela Noemi Vivanco - Soraya Elisandra Iris Yauhar | 196.025                  | 51,92                    | 15/24                    | 28/46          | 2           |
|                       | Frente para la Victoria                   | 133.534                    | 34,61                      | 8/22                       | Ver electos - José Luis Berros - Antonio Ramón Chiocconi - María Inés Grandoso - María Eugenia Martini - María Alejandra Mas - Juan Facundo Montecino Odarda - Nicolás Rochas - Daniela Silvina Salzotto | 132.862                  | 35,19                    | 9/24                     | 17/46          | Sin cambios |
|                       | Cambiemos Río Negro                       | 24.609                     | 6,38                       | 1/22                       | - Juan Carlos Martín | 25.851                   | 6,84                     |                          | 1/46           | 2           |
|                       | Frente de Izquierda y de los Trabajadores | 11.041                     | 2,86                       |                            | | 10.704                   | 2,84                     |                          |                |             |
|                       | Partido Unión y Libertad                  | 7.850                      | 2,03                       | 8.454                      | 2,24 |                          |                          |                          |                |             |
|                       | Movimiento Socialista de los Trabajadores | 4.881                      | 1,27                       | —                          | — |                          |                          |                          |                |             |
|                       | Nuevo Movimiento al Socialismo            | 4.523                      | 1,17                       | 3.679                      | 0,97 |                          |                          |                          |                |             |
| Votos afirmativos     | Votos afirmativos                         | 385.827                    | 95,86                      | 377.539                    | 93,98 |                          |                          |                          |                |             |
| Votos en blanco       | Votos en blanco                           | 9.024                      | 2,24                       | 16.562                     | 4,12 |                          |                          |                          |                |             |
| Votos nulos           | Votos nulos                               | 7.656                      | 1,90                       | 7.632                      | 1,90 |                          |                          |                          |                |             |
| Participación         | Participación                             | 402.507                    | 73,76                      | 401.733                    | 73,61 |                          |                          |                          |                |             |
| Electores registrados | Electores registrados                     | 545.726                    | 100                        | 545.726                    | 100 |                          |                          |                          |                |             |
| Fuente:               |                                           |                            |                            |                            | |                          |                          |                          |                |             |

#### Resultados por circuitos electorales

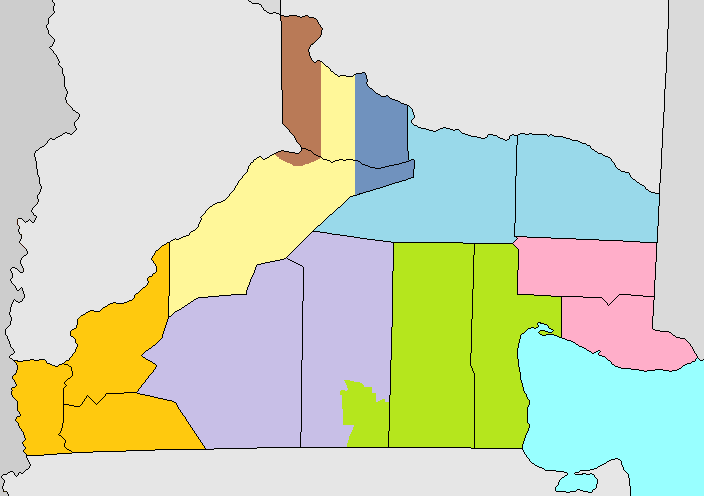
Circuitos electorales de Río Negro:
Alto Valle Centro
Alto Valle Este
Alto Valle Oeste
Andino
Atlántico
Línea Sur
Valle Inferior
Valle Medio

| Alto Valle Centro 3 legisladores | Alto Valle Centro 3 legisladores          | Alto Valle Centro 3 legisladores | Alto Valle Centro 3 legisladores | Alto Valle Centro 3 legisladores | Alto Valle Centro 3 legisladores                                 |
| Partido/Alianza                  | Partido/Alianza                           | Votos                            | %                                | Bancas                           | Electos                                                          |
| -------------------------------- | ----------------------------------------- | -------------------------------- | -------------------------------- | -------------------------------- | ---------------------------------------------------------------- |
|                                  | Frente para la Victoria                   | 37.891                           | 47,77                            | 2/3                              | - Gabriela Fernanda Abraham - Ignacio Casamiquela                |
|                                  | Juntos Somos Río Negro                    | 33.429                           | 42,14                            | 1/3                              | - Norberto Gerardo Blanes                                        |
|                                  | Cambiemos Río Negro                       | 3.816                            | 4,81                             |                                  |                                                                  |
|                                  | Frente de Izquierda y de los Trabajadores | 1.817                            | 2,29                             |                                  |                                                                  |
|                                  | Nuevo Movimiento al Socialismo            | 1.281                            | 1,61                             |                                  |                                                                  |
|                                  | Partido Unión y Libertad                  | 1.089                            | 1,37                             |                                  |                                                                  |
| Votos afirmativos                | Votos afirmativos                         | 79.323                           | 94,88                            |                                  |                                                                  |
| Votos en blanco                  | Votos en blanco                           | 2.960                            | 3,54                             |                                  |                                                                  |
| Votos nulos                      | Votos nulos                               | 1.321                            | 1,58                             |                                  |                                                                  |
| Participación                    | Participación                             | 83.604                           | 78,15                            |                                  |                                                                  |
| Electores registrados            | Electores registrados                     | 106.973                          | 100                              |                                  |                                                                  |
| Alto Valle Este 3 legisladores   |                                           |                                  |                                  |                                  |                                                                  |
| Partido/Alianza                  | Partido/Alianza                           | Votos                            | %                                | Bancas                           | Electos                                                          |
|                                  | Juntos Somos Río Negro                    | 15.561                           | 51,28                            | 2/3                              | - Marcela Alejandra Ávila - José Francisco Rivas                 |
|                                  | Frente para la Victoria                   | 10.974                           | 36,17                            | 1/3                              | - Luis Horacio Albrieu                                           |
|                                  | Cambiemos Río Negro                       | 1.961                            | 6,46                             |                                  |                                                                  |
|                                  | Frente de Izquierda y de los Trabajadores | 1.322                            | 4,36                             |                                  |                                                                  |
|                                  | Partido Unión y Libertad                  | 299                              | 0,99                             |                                  |                                                                  |
|                                  | Nuevo Movimiento al Socialismo            | 226                              | 0,74                             |                                  |                                                                  |
| Votos afirmativos                | Votos afirmativos                         | 30.343                           | 94,52                            |                                  |                                                                  |
| Votos en blanco                  | Votos en blanco                           | 1.228                            | 3,83                             |                                  |                                                                  |
| Votos nulos                      | Votos nulos                               | 531                              | 1,65                             |                                  |                                                                  |
| Participación                    | Participación                             | 32.102                           | 74,36                            |                                  |                                                                  |
| Electores registrados            | Electores registrados                     | 43.173                           | 100                              |                                  |                                                                  |
| Alto Valle Oeste 3 legisladores  |                                           |                                  |                                  |                                  |                                                                  |
| Partido/Alianza                  | Partido/Alianza                           | Votos                            | %                                | Bancas                           | Electos                                                          |
|                                  | Juntos Somos Río Negro                    | 51.607                           | 59,64                            | 2/3                              | - Sebastián Caldiero - María Elena Vogel                         |
|                                  | Frente para la Victoria                   | 24.351                           | 28,14                            | 1/3                              | - Héctor Marcelo Mango                                           |
|                                  | Cambiemos Río Negro                       | 5.932                            | 6,86                             |                                  |                                                                  |
|                                  | Frente de Izquierda y de los Trabajadores | 2.547                            | 2,94                             |                                  |                                                                  |
|                                  | Partido Unión y Libertad                  | 1.289                            | 1,49                             |                                  |                                                                  |
|                                  | Nuevo Movimiento al Socialismo            | 808                              | 0,93                             |                                  |                                                                  |
| Votos afirmativos                | Votos afirmativos                         | 86.534                           | 94,63                            |                                  |                                                                  |
| Votos en blanco                  | Votos en blanco                           | 2.928                            | 3,20                             |                                  |                                                                  |
| Votos nulos                      | Votos nulos                               | 1.983                            | 2,17                             |                                  |                                                                  |
| Participación                    | Participación                             | 91.445                           | 74,63                            |                                  |                                                                  |
| Electores registrados            | Electores registrados                     | 122.539                          | 100                              |                                  |                                                                  |
| Andino 3 legisladores            |                                           |                                  |                                  |                                  |                                                                  |
| Partido/Alianza                  | Partido/Alianza                           | Votos                            | %                                | Bancas                           | Electos                                                          |
|                                  | Juntos Somos Río Negro                    | 39.576                           | 47,88                            | 2/3                              | - Adriana Laura del Agua - Juan Pablo Muena                      |
|                                  | Frente para la Victoria                   | 28.153                           | 36,06                            | 1/3                              | - Alejandro Ramos Mejía                                          |
|                                  | Cambiemos Río Negro                       | 6.167                            | 7,46                             |                                  |                                                                  |
|                                  | Partido Unión y Libertad                  | 3.817                            | 4,62                             |                                  |                                                                  |
|                                  | Frente de Izquierda y de los Trabajadores | 3.583                            | 4,33                             |                                  |                                                                  |
|                                  | Nuevo Movimiento al Socialismo            | 1.364                            | 1,65                             |                                  |                                                                  |
| Votos afirmativos                | Votos afirmativos                         | 82.660                           | 93,26                            |                                  |                                                                  |
| Votos en blanco                  | Votos en blanco                           | 3.879                            | 4,38                             |                                  |                                                                  |
| Votos nulos                      | Votos nulos                               | 2.095                            | 2,36                             |                                  |                                                                  |
| Participación                    | Participación                             | 88.634                           | 70,83                            |                                  |                                                                  |
| Electores registrados            | Electores registrados                     | 125.138                          | 100                              |                                  |                                                                  |
| Atlántico 3 legisladores         |                                           |                                  |                                  |                                  |                                                                  |
| Partido/Alianza                  | Partido/Alianza                           | Votos                            | %                                | Bancas                           | Electos                                                          |
|                                  | Juntos Somos Río Negro                    | 11.444                           | 57,18                            | 2/3                              | - Roxana Celia Fernández - María Liliana Gemignani               |
|                                  | Frente para la Victoria                   | 6.873                            | 34,34                            | 1/3                              | - Luis Ángel Noale                                               |
|                                  | Cambiemos Río Negro                       | 1.345                            | 6,72                             |                                  |                                                                  |
|                                  | Partido Unión y Libertad                  | 353                              | 1,76                             |                                  |                                                                  |
| Votos afirmativos                | Votos afirmativos                         | 20.015                           | 91,98                            |                                  |                                                                  |
| Votos en blanco                  | Votos en blanco                           | 1.380                            | 6,34                             |                                  |                                                                  |
| Votos nulos                      | Votos nulos                               | 365                              | 1,68                             |                                  |                                                                  |
| Participación                    | Participación                             | 21.760                           | 69,20                            |                                  |                                                                  |
| Electores registrados            | Electores registrados                     | 31.447                           | 100                              |                                  |                                                                  |
| Línea Sur 3 legisladores         |                                           |                                  |                                  |                                  |                                                                  |
| Partido/Alianza                  | Partido/Alianza                           | Votos                            | %                                | Bancas                           | Electos                                                          |
|                                  | Juntos Somos Río Negro                    | 5.565                            | 54,16                            | 2/3                              | - María Helena Herrero - Carmelo Darío Ceferino Ibáñez Huayquián |
|                                  | Frente para la Victoria                   | 3.484                            | 33,90                            | 1/3                              | - Humberto Alejandro Marinao                                     |
|                                  | Cambiemos Río Negro                       | 897                              | 8,73                             |                                  |                                                                  |
|                                  | Partido Unión y Libertad                  | 330                              | 3,21                             |                                  |                                                                  |
| Votos afirmativos                | Votos afirmativos                         | 10.276                           | 91,83                            |                                  |                                                                  |
| Votos en blanco                  | Votos en blanco                           | 782                              | 6,99                             |                                  |                                                                  |
| Votos nulos                      | Votos nulos                               | 132                              | 1,18                             |                                  |                                                                  |
| Participación                    | Participación                             | 11.190                           | 73,54                            |                                  |                                                                  |
| Electores registrados            | Electores registrados                     | 15.216                           | 100                              |                                  |                                                                  |
| Valle Inferior 3 legisladores    |                                           |                                  |                                  |                                  |                                                                  |
| Partido/Alianza                  | Partido/Alianza                           | Votos                            | %                                | Bancas                           | Electos                                                          |
|                                  | Juntos Somos Río Negro                    | 22.777                           | 58,16                            | 2/3                              | - Nancy Elisabet Andaloro - Marcelo Fabían Szczygol              |
|                                  | Frente para la Victoria                   | 10.992                           | 28,07                            | 1/3                              | - Pablo Víctor Barreno                                           |
|                                  | Cambiemos Río Negro                       | 3.508                            | 8,96                             |                                  |                                                                  |
|                                  | Frente de Izquierda y de los Trabajadores | 1.039                            | 2,65                             |                                  |                                                                  |
|                                  | Partido Unión y Libertad                  | 847                              | 2,16                             |                                  |                                                                  |
| Votos afirmativos                | Votos afirmativos                         | 39.163                           | 93,33                            |                                  |                                                                  |
| Votos en blanco                  | Votos en blanco                           | 2.063                            | 4,92                             |                                  |                                                                  |
| Votos nulos                      | Votos nulos                               | 736                              | 1,75                             |                                  |                                                                  |
| Participación                    | Participación                             | 41.962                           | 70,38                            |                                  |                                                                  |
| Electores registrados            | Electores registrados                     | 59.625                           | 100                              |                                  |                                                                  |
| Valle Medio 3 legisladores       |                                           |                                  |                                  |                                  |                                                                  |
| Partido/Alianza                  | Partido/Alianza                           | Votos                            | %                                | Bancas                           | Electos                                                          |
|                                  | Juntos Somos Río Negro                    | 16.066                           | 54,97                            | 2/3                              | - Mónica Esther Silva - Fabio Rubén Sosa                         |
|                                  | Frente para la Victoria                   | 10.144                           | 34,71                            | 1/3                              | - Daniel Rubén Belloso                                           |
|                                  | Cambiemos Río Negro                       | 2.189                            | 7,49                             |                                  |                                                                  |
|                                  | Partido Unión y Libertad                  | 430                              | 1,47                             |                                  |                                                                  |
|                                  | Frente de Izquierda y de los Trabajadores | 396                              | 1,36                             |                                  |                                                                  |
| Votos afirmativos                | Votos afirmativos                         | 29.225                           | 94,16                            |                                  |                                                                  |
| Votos en blanco                  | Votos en blanco                           | 1.342                            | 4,32                             |                                  |                                                                  |
| Votos nulos                      | Votos nulos                               | 469                              | 1,51                             |                                  |                                                                  |
| Participación                    | Participación                             | 31.036                           | 74,58                            |                                  |                                                                  |
| Electores registrados            | Electores registrados                     | 41.615                           | 100                              |                                  |                                                                  |